# Ça raconte Sarah
Ça raconte Sarah est un roman de Pauline Delabroy-Allard paru le 6 septembre 2018 aux Éditions de Minuit, et ayant reçu la même année le prix France Culture-Télérama.

## Historique du roman

### Écriture du roman
Ça raconte Sarah est le premier roman de son auteure – professeur-documentaliste dans un lycée de la banlieue parisienne –, fruit d'un travail d'écriture et de journaux intimes qu'elle décide finalement de soumettre à plusieurs éditeurs en 2018. Il est rapidement accepté par Irène Lindon des éditions de Minuit.
Le titre du roman est tout à la fois une paréchèse et une prosonomasie formant une concaténation par anadiplose cyclique, sur le mode du célèbre Rose is a rose is a rose is a rose (en) de Gertrude Stein. Il rend également hommage au travail du poète Franck Venaille, dans le recueil Ça (2009), que Pauline Delabroy-Allard apprécie particulièrement.
Le roman est divisé en deux parties, une spirale ascendante aux chapitres courts et une spirale descendante aux chapitres longs.

### Distinctions et prix littéraires
Le roman est retenu jusque dans la deuxième liste du prix Goncourt ainsi que pour le prix Goncourt des lycéens et le prix France Culture-Télérama. Il est finalement lauréat notamment du prix Liste Goncourt : le choix polonais ainsi que du prix Liste Goncourt : le choix de la Roumanie. Le 11 décembre 2018, il reçoit le prix du roman des étudiants France Culture-Télérama et le prix des libraires de Nancy – Le Point la même année.
À l'international, Ça raconte Sarah est retenu dans la liste des douze romans étrangers de l'année 2018 pour le quotidien québécois Le Devoir et reçoit en février 2020 le prix littéraire Québec-France Marie-Claire-Blais.

## Résumé
Une jeune professeure de trente ans, séparée et vivant seule avec une fille, rencontre Sarah, une jeune femme violoniste légèrement plus âgée et originale. C'est très vite une relation amoureuse passionnelle, à Paris, en bord de mer, à Marseille, en tournée. Mais Sarah est malade d'un cancer du sein et, réfractaire aux traitements médicaux, choisit le droit à mourir dans la dignité avec l'aide de sa compagne. Juste après son décès, la narratrice part en exil, dans une fuite solitaire à Milan puis à Trieste.

## Réception critique
Selon Laurence Houot, le roman est « audacieux, court et dense ». Selon Christian Desmeules, il est « un mélange plutôt rare d’intensité et de sobriété ».

## Éditions
- Les Éditions de Minuit[8], 2018  (ISBN 9782707344755).
- Coll. « Double » no 121, Les Éditions de Minuit, 2020  (ISBN 9782707346162), 192 p.